# 切爾尼希夫卡

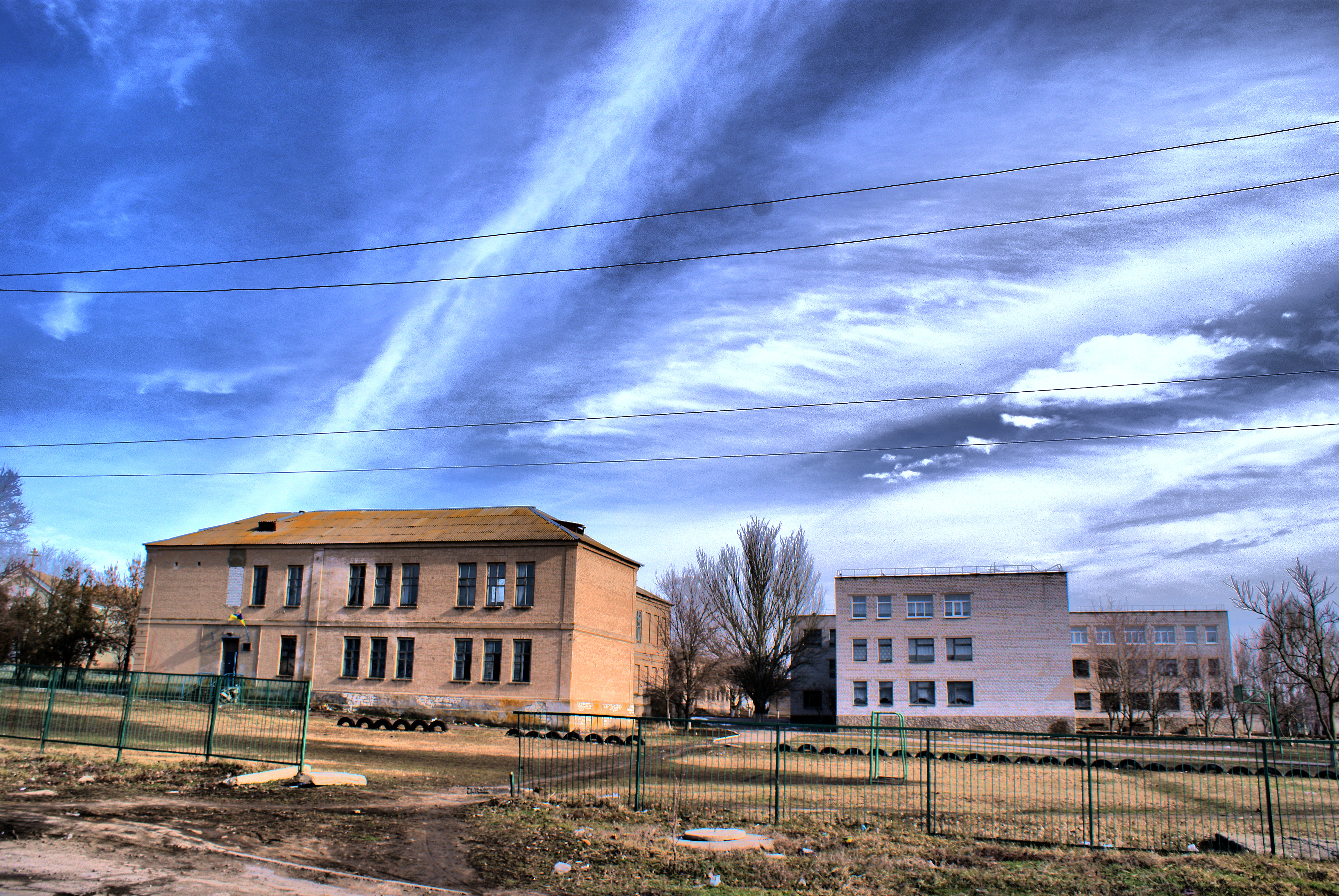
镇中景象

切爾尼希夫卡（烏克蘭語：Чернігівка），又按俄語名譯为切爾尼戈夫卡，是烏克蘭東南部扎波羅熱州别尔江斯克区切尔尼希夫卡市镇内的市級鎮及其行政中心。始建於1783年，面積12平方公里，海拔高度117米，2015年人口6,030，人口密度每平方公里502.5人。